# Die Klasse von ’99 – Schule war gestern, Leben ist jetzt
Die Klasse von ’99 – Schule war gestern, Leben ist jetzt ist ein deutscher Film aus dem Jahr 2003. Er ist die Fortsetzung des Films Schule, baut jedoch inhaltlich nicht auf diesem auf.

## Allgemeines
Erzählt wird die Geschichte des Lebens einer Gruppe von ehemaligen Schülern einige Zeit nach dem gemeinsam abgeschlossenen Abitur. Im Mittelpunkt des Films stehen dabei vor allem die unterschiedlichen Zukunftsaussichten der Protagonisten nach der Schulzeit.

## Handlung
Felix ist glücklich, dass er nach einem halben Jahr Ausbildung bei der Polizei in eine Stelle zurück in seine Heimatstadt wechseln kann. Dort trifft er wieder auf seinen alten Freund Sören, der für einen Immobilienmakler arbeitet und regelmäßig über die Grenze in die Niederlande fährt, um dort Drogen zu kaufen und diese in seiner Stammdiskothek zu verkaufen.
Bei der Ankunft in Sörens Wohnung trifft Felix auch wieder auf seine Freunde Schmidt und Hausschild. Doch es hat sich einiges verändert. Sören ist nun mit Simona zusammen, obwohl die beiden sich vor Jahren, als sie beide in Simona verliebt waren, ein Versprechen gegeben haben, niemals mit ihr auszugehen. Sören hat auch einige Gäste, die Felix fremd sind und auf ihn einen merkwürdigen Eindruck hinterlassen, zum Beispiel Stone und Schnubbi. Sören zeigt daraufhin Felix eine Wohnung, die er gemeinsam mit seinem Freund übernehmen möchte. Die Anzahlung von 15.000 € möchte er mit Hilfe seiner Drogengeschäfte finanzieren.
Für Felix beginnt kurz darauf der Polizeidienst an seiner neuen Stelle. Dort trifft er auf seinen neuen Zimmergenossen Mario, mit dem er sich anfreundet. Felix ist zunächst unsicher, ob er tatsächlich die Polizeiausbildung beenden möchte, freundet sich aber im Laufe des Films immer mehr mit dieser Möglichkeit an. Gewissenskonflikte bekommt er, als Sören ihn bittet, seinen bisherigen Komplizen zu ersetzen und mit ihm regelmäßig über die Grenze zu fahren, so dass Felix überprüfen kann, ob diese von der Polizei überwacht werden. Felix sagt zu, lebt aber in ständiger Angst, erwischt zu werden und somit seinen Job zu verlieren.
Auf dem jährlichen Abituriententreffen kommt es zum Streit zwischen Simona und Sören. Felix begleitet daraufhin Simona nach Hause. Sie erzählt ihm, dass sie von der Abmachung zwischen ihm und Sören wusste und dass sie früher selber etwas von Felix wollte. Die beiden beginnen sich zu küssen.
Während Felix mit einem Kollegen auf Streife unterwegs ist, verunglückt Schmidt bei einem Autounfall tödlich. Die Freunde sind geschockt. Felix fährt zu Simonas Arbeitsstelle und fordert sie auf, gemeinsam mit ihm die Ausbildung abzubrechen und irgendwo anders ein neues Leben zu beginnen. Simona lehnt dies ab.
Durch seinen Kollegen Mario erfährt Felix zufällig, dass die Polizei Sören an der Grenze dingfest machen will. Er warnt seinen Freund, als „Preis“ dafür versenkt er aber ein Päckchen Drogen in einer Kiesgrube. Sören ist zunächst außer sich, Felix zeigt ihm aber daraufhin das Straßenkreuz an Schmidts Unfallstelle, um ihn zum Nachdenken zu bewegen. Er erklärt außerdem, dass er nicht mehr mit Sören in eine Wohnung ziehen möchte, sondern bei der Polizei aufhören und einen Neuanfang an einem anderen Ort starten will.
Der Film endet damit, dass Simona, Sören und Hausschild sich am Bahnhof von Felix verabschieden.

## Kritik
„Atmosphärisch dicht inszenierte Jugendgeschichte, die sich durch die genaue Beobachtung des Milieus auszeichnet. Dabei kommt dem Film zugute, dass er die Geschichte völlig unaufgeregt erzählt und die Haltungen der Protagonisten eher beiläufig hinterfragt.“

Die Deutsche Film- und Medienbewertung (FBW) in Wiesbaden verlieh dem Film das Prädikat „wertvoll“.

## Trivia
Zahlreiche Schauspieler, die bereits in Schule mitgewirkt haben, treten auch wieder in Die Klasse von ’99 – Schule war gestern, Leben ist jetzt auf. Bis auf die Gastauftritte von Niels Bruno Schmidt und Daniel Brühl spielen jedoch alle Schauspieler andere Rollen. Neben Axel Stein und Denis Moschitto trifft das auch auf Tim Egloff (als Lopacki, ein Ex-Freund von Simona) und Sebastian Kroehnert (Breitbarth, DJ auf dem Abituriententreffen) zu.
Die am Anfang und Ende des Films gezeigte stahlblaue Elektrolokomotive steht heute (2012) im DB Museum Koblenz als offizielle Museumslok und passt so nicht in die Zeitepoche des Films. Sie trägt die alte Bezeichnung „E10 121“ und befindet sich im Urzustand von 1958. Diese Maschinen wurden bereits 1968 von der Deutschen Bundesbahn zur DB-Baureihe 110 umbenannt, auch die Farbe hat sich mehrmals geändert.
Der Film erschien im Jahr 2004 auf DVD im Bildseitenverhältnis 16:9 – 2,35:1 (CinemaScope). Die Kostüme sind von Ursula Welter.